# Владивосток (фильм, 2021)
«Владивосток» — криминальная мелодрама российского режиссёра Антона Борматова по сценарию Карена Шахназарова. Съёмки проходили весной 2021 года во Владивостоке, премьера состоялась в рамках программы основного конкурса 32-го Открытого российского кинофестиваля «Кинотавр» в сентябре того же года, в прокат картина вышла 9 декабря 2021 года.

## Сюжет
Действие фильма происходит в наши дни. Молодой военнослужащий Виктор случайно убивает человека и пускается в бега. Добравшись до Владивостока, он начинает искать старого друга, который может нелегально вывезти его из страны. Однако планы Виктора перечёркивает знакомство с роковой красавицей Никой, Виктор влюбляется в неё. Ника пытается помочь нелегально выехать Виктору за границу, но события, в виду наступления эпидемии коронавируса, принимают неожиданный оборот.

## В ролях
- Андрей Грызлов — Виктор
- Анастасия Талызина — Ника
- Иван Шахназаров — Ринат
- Виталий Кищенко — Караваев
- Кирилл Плетнёв — сценарист
- Сергей Легостаев — браконьер

## Съёмочная группа
- Режиссёр — Антон Борматов
- Продюсеры — Карен Шахназаров, Галина Шадур (исполнительный продюсер)
- Сценаристы — Алексей Бузин, Карен Шахназаров
- Оператор — Александр Тананов
- Композитор — Юрий Потеенко
- Художник-постановщик — Владислав Жоров
- Монтажер — Ирина Кожемякина

## Награды
- 2021 — приз международного кинофестиваля в Шенчьжене в номинации «Лучший романтический фильм».[1]
- 2021 — приз зрительских симпатий на Фестивале российского кино в Онфлёре (Франция).[1]

Фильм «Владивосток» включён в лонг-лист премии «Золотой орел» Национальной Академией кинематографических искусств и наук России.